# Marais poitevin
La marisma de Poitou o marisma poitevina (del francés: marais poitevin) es una zona pantanosa de unas 100 000 hectáreas que se adentra en los terrenos de un antiguo golfo marino en el Litoral Atlántico francés. Se extiende a lo largo de los departamentos de Vendée, Deux-Sèvres y Charente Marítimo (en las regiones de Pays de la Loire y Poitou-Charentes).
El espacio abandonado por el mar se ha ido lentamente rellenando de tierras de aluvión de orígenes marino o fluvial. El resultado es una gran extensión plana de escasa altitud (varía entre los límites de las mareas altas y bajas). De la misma unas 47 000 hectáreas se han desecado completamente y otras 19 000 de forma parcial con lo que se utilizan para pastos y cultivos. Mientras que la parte más oriental (unas 29 000) permanece cubierta de canales a menudo navegables lo que le vale es sobrenombre de la Venecia Verde (en francés, La Venise Verte).
Constituye un Parc naturel régional y está en la lista de los Grand Sites de France.

## Historia

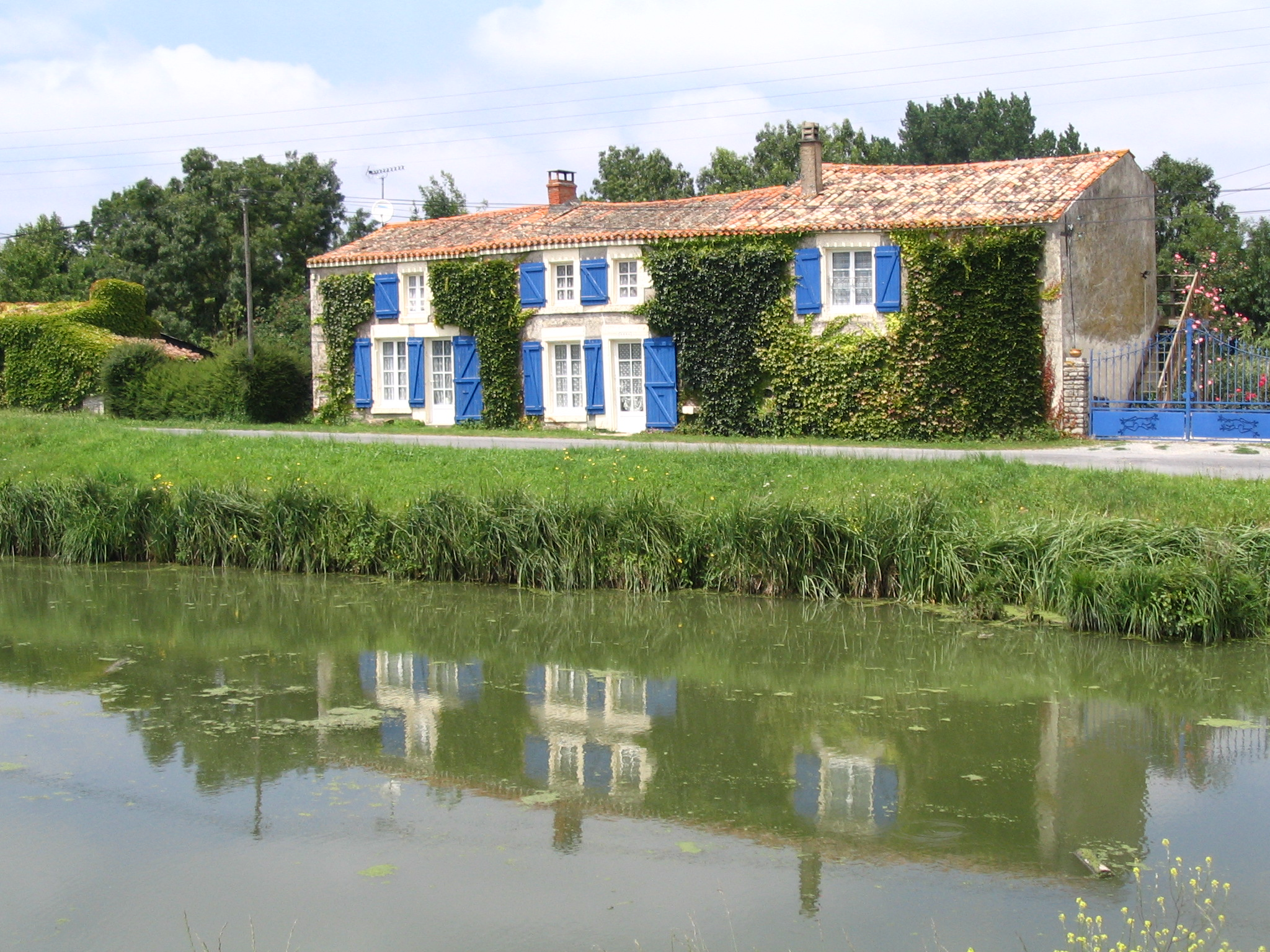
Edificio típico del Marais poitevin.

El brazo marino que en su día constituyó el golfo de los Pictos se fue retirando progresivamente dando lugar a una zona pantanosa que presenta indicios de ocupación humana desde épocas prehistóricas y protohistóricas. Fue la acción de dichos seres humanos la que lentamente ha ido contribuyendo a rellenar los pantanos.
A partir del siglo VII los señores feudales de la zona procedieron a entregar las marismas a algunas de las abadías circundantes para su explotación, encargándose éstas de aprovecharlas para agricultura, ganadería, extracción de sal y pesca. De esta época datan los primeros diques de contención construidos para secar las marismas y los primeros canales de evacuación de agua (como el de Cinq-Abbés - o Cinco-Abadías - que recibe precisamente el nombre de sus organizadores).
El ritmo de las obras de secado se interrumpe durante las Guerras de Religión que asuelan Francia en el siglo XVI y se reanuda e intensifica bajo el mandato de Enrique IV de Francia quien concede privilegios para la explotación de la zona a hugonotes provenientes de Holanda.
En 1808 Napoleón Bonaparte decretó el acondicionamiento de la Sèvre Niortaise para permitir la navegación lo que supuso el inicio de una serie de grandes obras que duraría ininterrumpidamente hasta principios del siglo XX y del que heredamos el aspecto actual de las zonas húmedas del Marais, recorridas totalmente por canales navegables.
En la década de los años 60 se produjeron nuevas campañas de secado y de preparación del terreno para el cultivo intensivo de cereales lo que motivó la aparición de una polémica por la pérdida de biodiversidad que esto suponía.
Clasificado como Parc naturel régional en 1979 perdería dicho distintivo en 1996 al no observarse una evolución favorable de la amenaza de los cultivos sobre el ecosistema de las marismas, desde entonces debe conformarse con la categoría menor de Parc naturel régional.

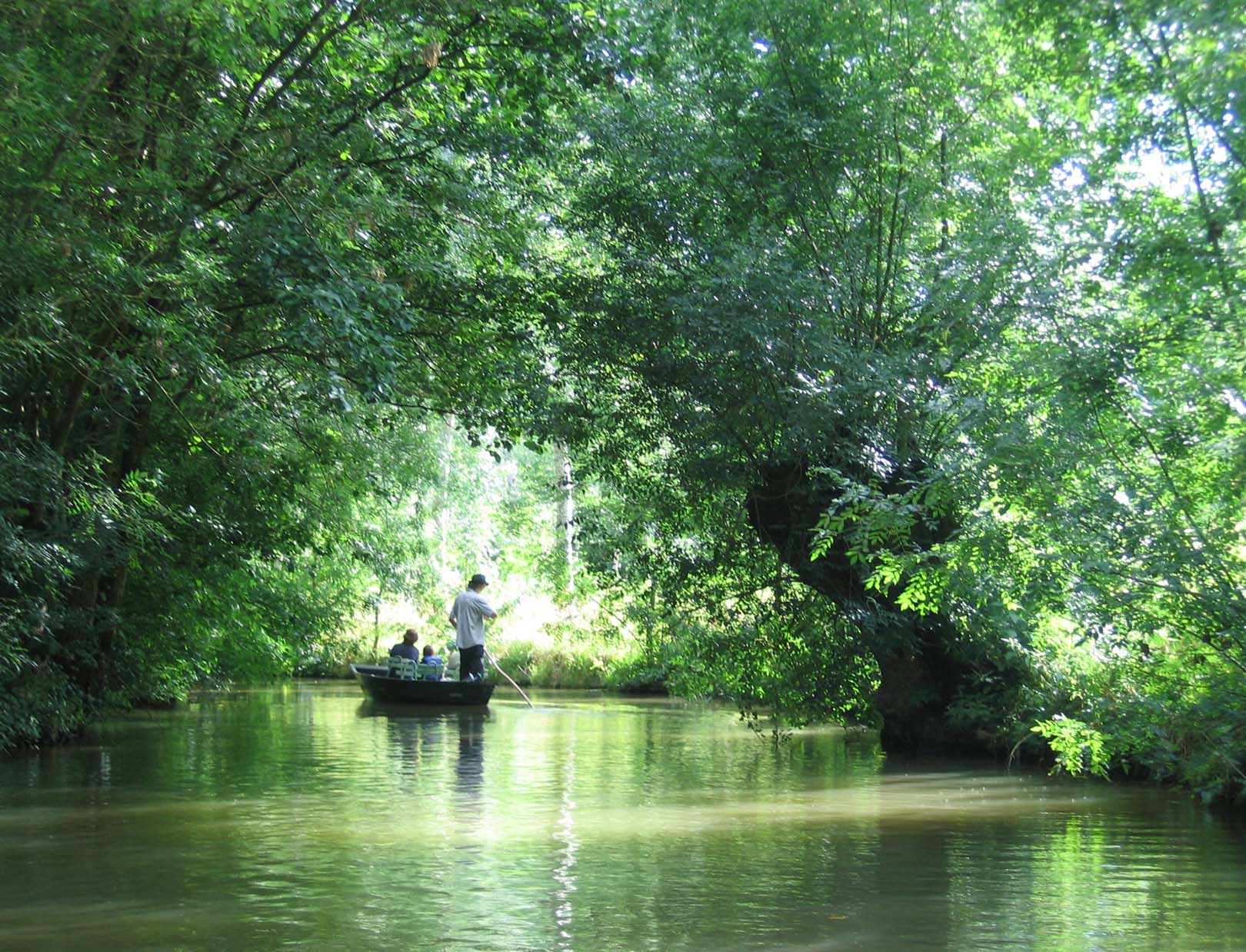
La Venecia Verde en el Marais poitevin.